# 王诗棋
王诗棋 （马来语： Wong Siew Ki, 1986年5月17日），马来西亚政治人物，民主行动党雪州宣传秘书现任雪兰莪州议会史里肯邦安州议员。前雪兰莪州议会无拉港州议员。

## 个人生活
她是王福强和陈桂仙的第二个女儿。王诗棋于霹雳怡保出生，是家中排行第二，有一名姐姐和一名妹妹。王诗棋于2009年毕业于博特拉大学(University Putra Malaysia)中文语言文学专业文学士，随后在2020年获得博特拉大学文学硕士（中文文学）。她也在怡保培南国民型华文中学以及怡保卫理公会中学完成中学和中六生涯。 

## 早期生涯
大学时期（2008）曾任博大华文学会主席并积极参与学生运动。毕业后开始以“天妃”为笔名撰写部落格抒发对政治的看法并活跃于社会运动。2012年制作赵明福冤案纪录片“坠落”并成为马来西亚少数全职从事政治纪录片制作的导演与影片制作人。往后的2013、2014及2016年分别制作了“传承”（古迹保存）、“迁移”（反莱纳斯工厂运动）及“煽动”（煽动法令）纪录片。 
2013年与数名友人一起创办“吉隆坡街头厨房”（Dapur Jalanan Kuala Lumpur）以协助城市贫穷者及鼓励年轻人积极参与社会关怀活动。
同年全国选举过后被时任雪州行政议员欧阳捍华招揽成为其政治秘书开始从政。

## 政治生涯
王诗棋于2013年被邀请为雪兰莪州议会史里肯邦安州议员欧阳捍华政治秘书，并于2014年正式加入行动党。王诗棋于2016年受委为梳邦再也市议员。在任期间积极推动环保活动。 

### 2018年无拉港补选
2018年无拉港补选是于2018年9月8日举行的马來西亚雪兰莪州议会无拉港选区补选，提名日落在8月18日，竞选期长达21天。原任州议员黄田志于2018年7月20日在蕉赖－加影大道发生车祸逝世，因此产生了此次补选。黄田志是希望联盟民主行动党于马来西亚第14届全国大选的候选人，当时他以3万5千538张多数票打败其余2位候选人。此次补选是希望联盟在大选胜出成为执政党后的第二场补选，并将与斯里斯迪亚补选同时进行。 
王诗棋在党领袖的提拔下曾为该补选的候选人，代表党上阵守土。 
2018年9月8日，王诗棋以2万2508总得票，即1万8533张多数票为希盟行动党成功守土，以承继前州议员黄田志的遗愿，继续为无拉港服务。 而马华候选人陈志忠则获得3975票，因选票超过总票1/8，顺利保住按柜金。成绩可谓比509大选理想。至于邮寄选票共计40张，马华获得4张及希盟获12张，有24张票没有送回来。此外，军警票方面，希盟获得25张票，马华得2张。
本届补选由希望联盟行动党候选人王诗棋胜出，然而投票率却比2018年大选时以及双溪甘迪斯补选来的低，仅有42.97%。 

### 2023年六州选举
2023年马来西亚州选，史里肯邦安州议席由王诗棋大获全胜，成功代替原任州议员欧阳捍华守土。在三角战的情况下，王诗棋获得3万9684张票，以3万6160张多数票高票获胜。国盟土团党非巫裔臂膀组织候选人廖伟健获得3524张票，而独立候选人黄俊昱仅获1229张票。两者由于没获得超过八分之一的选票，因此失去按柜金。

## 政党职务

### 雪州社青团团长
2018年11月，王诗棋率领包括万达镇州议员嘉玛莉亚的团队竞选并胜出雪州社青团改选，成为雪州社青团团长。

### 行动党雪州宣传秘书
2021年11月14日，王诗棋在雪州行动党改选后以562票当选州委，并出任雪州宣传秘书。

## 选举成绩
| 年份 | 选区           | 候选人 | 候选人               | 得票数 | 得票率  | 竞选对手           | 竞选对手             | 得票数 | 得票率  | 总票数 | 多数票 | 投票率  |
| ---- | -------------- | ------ | -------------------- | ------ | ------- | ------------------ | -------------------- | ------ | ------- | ------ | ------ | ------- |
| 2018 | N27 无拉港     |        | 王诗棋（民主行动党） | 22,508 | 84.99％ |                    | 陈志忠（马华公会）   | 3,975  | 15.01％ | 26,734 | 18,533 | 42.97％ |
| 2023 | N28 史里肯邦安 |        | 王诗棋（民主行动党） | 39,684 | 88.90%  |                    | 廖伟健（土著团结党） | 3,524  | 7.89%   | 44,637 | 36,160 | 71.07%  |
| 2023 | N28 史里肯邦安 |        | 王诗棋（民主行动党） | 39,684 | 88.90%  | 黄俊昱（独立人士） | 1,229                | 2.75%  |         | 44,637 | 36,160 | 71.07%  |

## 纪录片和书籍

### 纪录片
1. Jatuh / 坠落（2012）：Dokumentari berkenaan Kes Kematian Teoh Beng Hock 赵明福冤案纪录片
2. Warisan / 传承（2013）：Dokumentari berkenaan bangunan warisan 古迹保存纪录片
3. Hijrah / 迁移（2014）：Dokumentari berkenaan Usaha Anti-Lynas 反莱纳斯工厂活动纪录片
4. Hasut / 煽动（2016）：Dokumentari Berkenaan Akta Hasutan 煽动法令纪录片

### 书籍
- 《从〈午夜香吻〉到〈麻坡的华语〉：大马华语流行歌曲中的身份建构》[10]

## 外部鏈接
- Wong Siew Ki 王詩棋 Facebook page （页面存档备份，存于）

| 雪蘭莪州立法议会职务       | 雪蘭莪州立法议会职务                      | 雪蘭莪州立法议会职务     |
| -------------------------- | ----------------------------------------- | ------------------------ |
| 前任： 欧阳捍华 希盟行动党 | 史里肯邦安州议员 2023年8月12日－今        | 現任                     |
| 前任： 黄田志 希盟行动党   | 无拉港州议员 2018年9月8日－2022年10月10日 | 繼任： 王俊伟 希盟行动党 |